# Herb Piławy Górnej

Herb Piławy Górnej z 1979 roku

Herb Piławy Górnej – jeden z symboli miasta Piława Górna w postaci herbu.

## Wygląd i symbolika
Herb przedstawia na tarczy dzielonej w słup w polu prawym, złotym, połuorła czarnego z przepaską srebrną. W polu lewym, złotym trzy ławy czerwone w słup. Herb ten nawiązuje do starej symboliki. Trzy ławy oznaczają spotkanie trzech książąt śląskich. Czarny połuorzeł z przepaską symbolizuje związek miasta z Dolnym Śląskiem.

## Historia
Pierwszy herb Piława Górna ustanowiła decyzją Miejskiej Rady Narodowej nr 21/VII/79 z 25 maja 1979 roku. Składał się z trzech części, ułożonych w roztrój na opak: zielonej, czarnej i czerwonej. Na każdej z nich znajdowały się trzy pasy koloru żółtego, ułożone skośnie. Miał symbolizować położenie miasta na styku trzech historycznych księstw: brzeskiego, świdnickiego i ziębickiego. Herb ten nie był zgodny z zasadami heraldyki, nie uwzględniał też symboliki charakterystycznej dla regionu. Dlatego w 2007 roku rozpoczęto prace nad nowym herbem. Pierwszy projekt zawierał błędy merytoryczne i został odrzucony w marcu 2008 przez Komisję Heraldyczną. Wzór, który przyjęto uchwałą nr 177/XXXIV/2009 z 26 sierpnia 2009 został skonsultowany z Instytutem Heraldyczno-Weksylologicznym i pozytywnie rozpatrzony przez komisję 22 kwietnia 2009.